# 基督教宣道會

基督教宣道會會徽

基督教宣道會（簡稱宣道會，简称： C&MA），意思是「基督徒與宣教士同盟」，即将原来强调圣洁生活的一个基督教组织和强调宣教的另一个组织合成一个机构，由宣信博士（Dr. Albert Simpson，1843年–1919年）於1887年成立，在二十世纪形成了一个新的宗派。宣道會總部設於美國。自1888年開始，差遣傳教士到中国宣教。現活躍於美國、加拿大、中国大陆、香港、澳洲及台灣等地。信徒分佈於75個國家，會眾人數超過200萬。

## 歷史
宣信於1887年在纽约组成基督徒联盟（The Christian Alliance）。两年之后，成立福音宣教联盟（The Evangelical Missionary Alliance），分别应付国内和海外的需要。1897年，两会合并成为宣道会（Christian and Missionary Alliance，意即「信徒與宣教士齊心聯盟」），在還没有教会的地方作宣揚基督教義的工作。
宣信成立宣道會背後的動力是他宣揚福音的心志。起初，宣道會並非是要成為一個教派，而是作為一個有組織的「全球普傳福音」運動。正如宣信博士所願，今天，宣道會肩負著「全球普傳福音」運動的領導角色。

## 四重福音
宣道會會徽的四個標誌象徵著該會的「四重福音」教義，分別為：
- 十字架：基督是拯救之主（Christ our Savior）
- 洗濯盆：基督是成聖之主（Christ our Sanctifier）
- 油瓶：基督是醫治之主（Christ our Healer）
- 冠冕：基督是再來之王（Christ our Coming King）

## 在中國和越南的傳教站（1936年）
1934年，宣道会在华设有5个年议会：
- 中部议会（湖北、湖南、安徽3省，總部驻武昌）：总堂包括蕪湖（1891年）；武昌（1893年）；南陵、青陽、灣址（1896年）；常德（1897年）；長沙（1899年）；漢口（1908年）；漢壽（1914年）；太平（1922年）；祁門、廬江（1923年）。澧县
- 甘肃藏边议会（甘肅）：总部驻临洮，总堂包括洮州（临潭，1895年）；岷州（1897年）；狄道州（临洮，1902年）；卓尼（1905年）；合作；河州（臨夏）；循化；巩昌府（陇西）。
- 南部议会（廣西，總部驻梧州），总堂包括梧州（1897年）；慶遠（1898年）；百色（1923年）；越南峴港、海防。
- 川黔议会：总部驻龙潭，总堂包括松桃、秀山（1923年）；彭水；龙潭
- 上海议会：驻上海北四川路守真堂（1900年）。

宣道會在初期到中國傳教時，曾將傳教重點放在北部长城沿線一帶。有60名瑞典青年人在這一帶傳教，他們從张家口開始，向西到甘肅、南到大同、北到庫侖（今乌兰巴托），總部設在歸化城（今呼和浩特玉泉區）。到1900年，已經有16個傳教站和200名信徒，但在「义和团事件」中，瑞典傳教士有21名成人和15名兒童被殺，有16人向北穿過沙漠逃到俄國；還有一群向南逃到漢口，華北工作完全結束。後來山西北部6個傳教站交給中國內地會負責。北京和天津的宣道會也在1900年被毀，伍约翰夫婦從天津遷往上海，設立著名的北四川路守真堂。1913年，宣道会在广西梧州开设宣道书局。
1919年，宣道会差会在华传教士106人，在各省分布情况如下：
- 广西：38人
- 甘肃：22人
- 安徽：19人
- 湖南：13人
- 湖北：9人
- 上海：5人

1919年宣道会在华受餐信徒3157人，在各省分布情况如下：
- 广西：1603人
- 甘肃：541人
- 湖南：388人
- 安徽：374人
- 湖北：131人
- 江苏：120人

## 香港區聯會

### 轄下機構
- 建道神學院（位於香港長洲）
- 宣道出版社
- 香港宣道差會
- 基督教宣道會社會服務處
- 房角石協會
- 宣道園

### 轄下學校
- 宣基中學
- 宣基小學（原為「宣基學校」）
- 九龍塘宣道幼稚園
- 宣基小學（坪石）
- 徐澤林紀念小學
- 上書房中英文幼稚園
- 宣美幼稚園
- 將軍澳宣道幼稚園
- 茵怡幼稚園
- 天水圍宣道幼稚園
- 錦綉幼稚園
- 頌安幼稚園
- 太和幼稚園
- 大澳幼稚園
- 安泰幼稚園[2]

### 其他機構
- 西差會
- 宣道廣播中心

### 主要人物
- 滕近輝：前宣道會北角堂堂主任、宣道會香港區聯會榮譽主席及榮譽牧顧長、宣道會北角堂榮譽顧問牧師、世界華福會國際會榮譽主席。2013年12月安息主懷。
- 蔡元雲：香港宣道差會董事、突破機構榮譽總幹事
- 蕭壽華：宣道會香港區聯會執委會顧問、前北角堂堂主任
- 區伯平：宣道會香港區聯會執委會主席、香港宣道差會董事、前康怡堂堂主任
- 畢德富：宣道會香港區聯會執委會副主席、香港宣道差會董事、前荃灣堂堂主任
- 簡耀堂：宣道會香港區聯會主席、香港宣道差會主席、希伯崙堂堂主任
- 梁家麟：前建道神學院院長、香港區聯會執委會執委
- 張慕皚：前建道神學院院長
- 蕭如發：明光社董事、前基蔭堂堂主任
- 蔡少琪：建道神學院院長

## 外部連結
- 基督教宣道會—美國 （页面存档备份，存于）
- 基督教宣道會世界團契 （页面存档备份，存于）
- 基督教宣道會—澳洲 （页面存档备份，存于）
- 世界華人宣道會團契（页面存档备份，存于）
- 基督教宣道會香港區聯會
- 基督教宣道會澳門聯會 （页面存档备份，存于）
- 宣道出版社 （页面存档备份，存于）
- 宣道廣播中心
- 基督教宣道會臺灣省聯會 （页面存档备份，存于）